# جيمس إل. هال
جيمس إل. هال (بالإنجليزية: James L. Hull)‏ هو عسكري أمريكي، ولد في 27 نوفمبر 1873 في باتوكا في الولايات المتحدة، وتوفي في 25 يوليو 1928 في بوسطن في الولايات المتحدة.